# Slovenija na Poletnih olimpijskih igrah 2024
Slovenija na Poletnih olimpijskih igrah 2024 v Parizu. To je osmi nastop na poletnih olimpijskih igrah za Slovenijo. 8. julija 2024 je izvršni odbor Olimpijskega komiteja Slovenije imenoval slovensko reprezentanco, v kateri je rekordnih 90 športnikov in športnic. Slovenska ženska rokometna reprezentanca se je uvrstila na igre kot prva slovenska ženska reprezentanca v ekipnih športih, prvič pa na Olimpijskih igrah nastopa tudi moška odbojkarska reprezentanca.

## Športi na prostem

### Atletika
- Anita Horvat (800 m)
- Klara Lukan (5000 m, 10000 m)
- Kristjan Čeh (met diska)
- Lia Apostolovski (višina)
- Matic Ian Guček (400 m ovire)
- Neja Filipič (troskok)
- Tina Šutej (skok s palico)

### Cestno kolesarstvo
- Luka Mezgec (cestna dirka)
- Matej Mohorič (cestna dirka)
- Domen Novak (cestna dirka)
- Jan Tratnik (cestna dirka, kronometer)
- Eugenia Bujak (cestna dirka, kronometer)
- Urša Pintar (cestna dirka, kronometer)

### Gorsko kolesarstvo
- Tanja Žakelj (kros)

### Lokostrelstvo
- Žana Pintarič (ukrivljeni lok)
- Žiga Ravnikar (ukrivljeni lok)

### Golf
- Ana Belac
- Pia Babnik

## Vodni športi

### Jadranje
- Toni Vodišek (formula kite)
- Lina Eržen (IQF)
- Žan Luka Zelko (ilca 7)
- Lin Pletikos (ilca 6)
- Jakob Božič (470)
- Tina Mrak (470)

### Plavanje
- Janja Šegel (200 m prosto, 4 x 100 m prosto)
- Katja Fain (4 x 100 m prosto)
- Neža Klančar (50 m prosto, 100 m prosto, 4 x 100 m prosto)
- Sašo Boškan (200 m prosto)
- Tjaša Pintar (4 x 100 m prosto)

### Kajak-kanu
- Eva Alina Hočevar (C1)
- Eva Terčelj (K1)
- Benjamin Savšek (C1)
- Peter Kauzer (K1)

### Veslanje
- Isak Žvegelj (enojec)
- Nina Kostanjšek (enojec)

## Dvoranski športi

### Judo
- Andreja Leški (do 63 kg)
- Anka Pogačnik (do 70 kg)
- Kaja Kajzer (do 53 kg)
- Maruša Štangar (do 48 kg)
- Metka Lobnik (do 78 kg)
- Enej Marinič (do 100 kg)

### Namizni tenis
- Peter Hribar (ekipno)
- Darko Jorgić (posamično, ekipno)
- Deni Kožul (posamično, ekipno)
- Aljaž Godec (rezerva za ekipno tekmo)

### Športno plezanje
- Janja Garnbret (kombinacija)
- Mia Krampl (kombinacija)
- Luka Potočar (kombinacija)

### Gimnastika
- Jekaterina Vedenejeva (ritmična)
- Lucija Hribar (športna)

### Tekvondo
- Patrik Divkovič (+80 kg)

## Ekipni športi

### Odbojka
- Gregor Ropret (podajalec)
- Dejan Vinčić (podajalec)
- Tonček Štern (korektor)
- Nik Mujanović (korektor)
- Alen Pajenk (srednji bloker)
- Jan Kozamernik (srednji bloker)
- Sašo Štalekar (srednji bloker)
- Tine Urnaut (sprejemalec)
- Klemen Čebulj (sprejemalec)
- Rok Možič (sprejemalec)
- Žiga Štern (sprejemalec)
- Jani Kovačič (prosti igralec)
- Uroš Planinšič (rezervni igralec - podajalec)

### Rokomet
- Aleks Vlah
- Blaž Blagotinšek
- Blaž Janc
- Borut Mačkovšek
- Dean Bombač
- Domen Novak
- Jure Dolenec
- Klemen Ferlin
- Matej Gaber
- Miha Zarabec
- Nejc Cehte
- Staš Slatinek Jovičič
- Tilen Kodrin
- Urban Lesjak
- Alja Varagić
- Amra Pandžić
- Ana Abina
- Ana Gros
- Barbara Lazović
- Elizabeth Omoregie
- Ema Abina
- Maja Svetik
- Maja Vojnovič
- Nataša Ljepoja
- Nina Spreitzer
- Tamara Mavsar
- Tjaša Stanko
- Valentina Klemenčič

## Vsi rezutati slovenskih športnikov

### Končana tekmovanja
| Datum           | Tekmovalci                                                 | Rezultat  | Šport               | Disciplina                 |
| --------------- | ---------------------------------------------------------- | --------- | ------------------- | -------------------------- |
| 27. julij 2024  | Maruša Štangar                                             | R32       | Judo                | do 48 kg                   |
| 27. julij 2024  | Eugenia Bujak                                              | 16. mesto | Cestno kolesarstvo  | kronometer                 |
| 27. julij 2024  | Urša Pintar                                                | 31. mesto | Cestno kolesarstvo  | kronometer                 |
| 27. julij 2024  | Neža Klančar Janja Šegel Katja Fain Tjaša Pintar           | 14. mesto | Plavanje            | 4 × 100 m prosto (štafeta) |
| 28. julij 2024  | Tanja Žakelj                                               | 30. mesto | Gorsko kolesarstvo  | olimpijski kros            |
| 28. julij 2024  | Eva Terčelj                                                | 7. mesto  | Kajak/kanu          | slalom (K–1)               |
| 29. julij 2024  | Kaja Kajzer                                                | R32       | Judo                | do 57 kg                   |
| 29. julij 2024  | Benjamin Savšek                                            | 11. mesto | Kajak/kanu          | slalom (C–1)               |
| 30. julij 2024  | Deni Kožul                                                 | R32       | Namizni tenis       | posamično                  |
| 30. julij 2024  | Žana Pintarič                                              | R64       | Lokostrelstvo       | posamično                  |
| 30. julij 2024  | Andreja Leški                                              | 1. mesto  | Judo                | do 63 kg                   |
| 30. julij 2024  | Neža Klančar                                               | 14. mesto | Plavanje            | 100 m prosto               |
| 31. julij 2024  | Anka Pogačnik                                              | R16       | Judo                | do 70 kg                   |
| 31. julij 2024  | Darko Jorgić                                               | R16       | Namizni tenis       | posamično                  |
| 31. julij 2024  | Eva Alina Hočevar                                          | 9. mesto  | Kajak/kanu          | slalom (C–1)               |
| 1. avgust 2024  | Metka Lobnik                                               | R22       | Judo                | do 78 kg                   |
| 1. avgust 2024  | Peter Kauzer                                               | 18. mesto | Kajak/kanu          | slalom (K–1)               |
| 1. avgust 2024  | Lina Eržen                                                 | 21. mesto | Jadranje            | IQFoil                     |
| 1. avgust 2024  | Žiga Ravnikar                                              | R64       | Lokostrelstvo       | posamično                  |
| 2. avgust 2024  | Enej Marinič                                               | R23       | Judo                | nad 100 kg                 |
| 2. avgust 2024  | Lia Apostolovski                                           | 26. mesto | Atletika            | skok v višino              |
| 2. avgust 2024  | Isak Žvegelj                                               | 22. mesto | Veslanje            | enojec                     |
| 2. avgust 2024  | Klara Lukan                                                | 22. mesto | Atletika            | 5.000 m                    |
| 2. avgust 2024  | Neja Filipič                                               | 18. mesto | Atletika            | troskok                    |
| 3. avgust 2024  | Nina Kostanjšek                                            | 18. mesto | Veslanje            | enojec                     |
| 3. avgust 2024  | Anita Horvat                                               | repasaž   | Atletika            | 800 m                      |
| 3. avgust 2024  | Rokometna ekipa (Ž)                                        | 11. mesto | Rokomet             | ekipno                     |
| 3. avgust 2024  | Jan Tratnik                                                | 8. mesto  | Cestno kolesarstvo  | cestna dirka               |
| 3. avgust 2024  | Luka Mezgec                                                | 38. mesto | Cestno kolesarstvo  | cestna dirka               |
| 3. avgust 2024  | Matej Mohorič                                              | DNF       | Cestno kolesarstvo  | cestna dirka               |
| 3. avgust 2024  | Domen Novak                                                | DNF       | Cestno kolesarstvo  | cestna dirka               |
| 4. avgust 2024  | Peter Kauzer                                               | 24. mesto | Kajak/kanu          | kajakaški kros             |
| 4. avgust 2024  | Eva Terčelj                                                | 18. mesto | Kajak/kanu          | kajakaški kros             |
| 4. avgust 2024  | Eva Alina Hočevar                                          | 29. mesto | Kajak/kanu          | kajakaški kros             |
| 4. avgust 2024  | Eugenia Bujak                                              | 42. mesto | Cestno kolesarstvo  | cestna dirka               |
| 4. avgust 2024  | Urša Pintar                                                | 59. mesto | Cestno kolesarstvo  | cestna dirka               |
| 4. avgust 2024  | Neža Klančar                                               | 6. mesto  | Plavanje            | 50 m prosto                |
| 5. avgust 2024  | Odbojkarska ekipa (M)                                      | 5. mesto  | Odbojka             | ekipno                     |
| 5. avgust 2024  | Benjamin Savšek                                            | 12. mesto | Kajak/kanu          | kajakaški kros             |
| 5. avgust 2024  | Darko Jorgić Deni Kožul Peter Hribar Aljaž Godec (rezerva) | R8        | Namizni tenis       | ekipno (moški)             |
| 5. avgust 2024  | Lin Pletikos                                               | 28. mesto | Jadranje            | ILCA 6                     |
| 5. avgust 2024  | Žan Luka Zelko                                             | 17. mesto | Jadranje            | ILCA 7                     |
| 6. avgust 2024  | Matic Ian Guček                                            | repasaž   | Atletika            | 400 m ovire                |
| 6. avgust 2024  | Tina Mrak Jakob Božič                                      | 18. mesto | Jadranje            | razred 470 (mešane ekipe)  |
| 7. avgust 2024  | Luka Potočar                                               | 16. mesto | Športno plezanje    | kombinacija                |
| 7. avgust 2024  | Tina Šutej                                                 | 19. mesto | Atletika            | skok ob palici             |
| 7. avgust 2024  | Kristjan Čeh                                               | 4. mesto  | Atletika            | met diska                  |
| 8. avgust 2024  | Mia Krampl                                                 | 17. mesto | Športno plezanje    | kombinacija                |
| 9. avgust 2024  | Toni Vodišek                                               | 2. mesto  | Jadranje            | Formula Kite               |
| 9. avgust 2024  | Jekaterina Vedenejeva                                      | 6. mesto  | Ritmična gimnastika | mnogoboj                   |
| 9. avgust 2024  | Klara Lukan                                                | 20. mesto | Atletika            | 10.000 m                   |
| 10. avgust 2024 | Patrik Divkovič                                            | R16       | Tekvondo            | nad 80 kg                  |
| 10. avgust 2024 | Janja Garnbret                                             | 1. mesto  | Športno plezanje    | kombinacija                |
| 10. avgust 2024 | Pia Babnik                                                 | 21. mesto | Golf                | 4. krog (F)                |
| 10. avgust 2024 | Ana Belac                                                  | 49. mesto | Golf                | 4. krog (F)                |
| 11. avgust 2024 | Rokometna ekipa (M)                                        | 4. mesto  | Rokomet             | ekipno                     |